# 2007-es US Open – női páros
A 2007-es US Open női páros versenyét a Nathalie Dechy, Gyinara Szafina duó nyerte a Chan Yung-jan és Chuang Chia-jung alkotta páros előtt.

## Kiemeltek
| 1. Cara Black / Liezel Huber (Második kör) 2. Lisa Raymond / Samantha Stosur (Harmadik kör) 3. Katarina Srebotnik / Szugijama Ai (Negyeddöntősök) 4. Alicia Molik / Mara Santangelo (Harmadik kör) 5. Chan Yung-jan / Chuang Chia-jung (Döntősök) 6. Květa Peschke / Rennae Stubbs (Elődöntősök) 7. Nathalie Dechy / Gyinara Szafina (Bajnokok) 8. Elena Likhovtseva / Szun Tien-tien (Első kör) | 1. Anabel Medina Garrigues / Virginia Ruano Pascual (Harmadik kör) 2. Peng Suaj / Jen Ce (Második kör) 3. Marija Kirilenko / Jelena Vesznyina (Első kör) 4. Tathiana Garbin / Sahar Peér (Harmadik kör) 5. Corina Morariu / Meghann Shaughnessy (Negyeddöntősök) 6. Szávay Ágnes / Vladimíra Uhlířová (Elődöntősök) 7. Vania King / Émilie Loit (Harmadik kör) 8. Bethanie Mattek / Sania Mirza (Negyeddöntősök) |

## Főtábla
- Q = Kvalifikációból felkerült
- WC = Szabadkártyás
- LL = Szerencsés vesztes
- r = Feladta
- w/o = visszalépett

## Külső hivatkozások
- Eredmények